# Liste von Kirschenbrunnen
In dieser Liste sind Kirschenbrunnen aufgeführt, also Brunnen im öffentlichen Raum, die  Kirschen zum Thema haben.

## Deutschland
| Bezeichnung                 | Bild | Standort                                                          | Bundesland | Künstler   | Errichtung Einweihung | Weitere Informationen |
| --------------------------- | ---- | ----------------------------------------------------------------- | ---------- | ---------- | --------------------- | --------------------- |
| Kirschenbrunnen (Igensdorf) |      | Igensdorf, an der Ecke Eberhardsbergstraße und Forchheimer Straße | Bayern     | Harro Frey |                       | [ 1 ]                 |

## Weitere
| Bezeichnung                 | Bild           | Standort                        | Staat              | Künstler                    | Errichtung Einweihung         | Weitere Informationen |
| --------------------------- | -------------- | ------------------------------- | ------------------ | --------------------------- | ----------------------------- | --------------------- |
| Kirschenbrunnen (Manhattan) | weitere Bilder | Manhattan, New York City (Lage) | Vereinigte Staaten | Jacob Wrey Mould (Designer) | Eröffnungsdatum: 1860er Jahre |                       |